# Discographie de Jan Garbarek

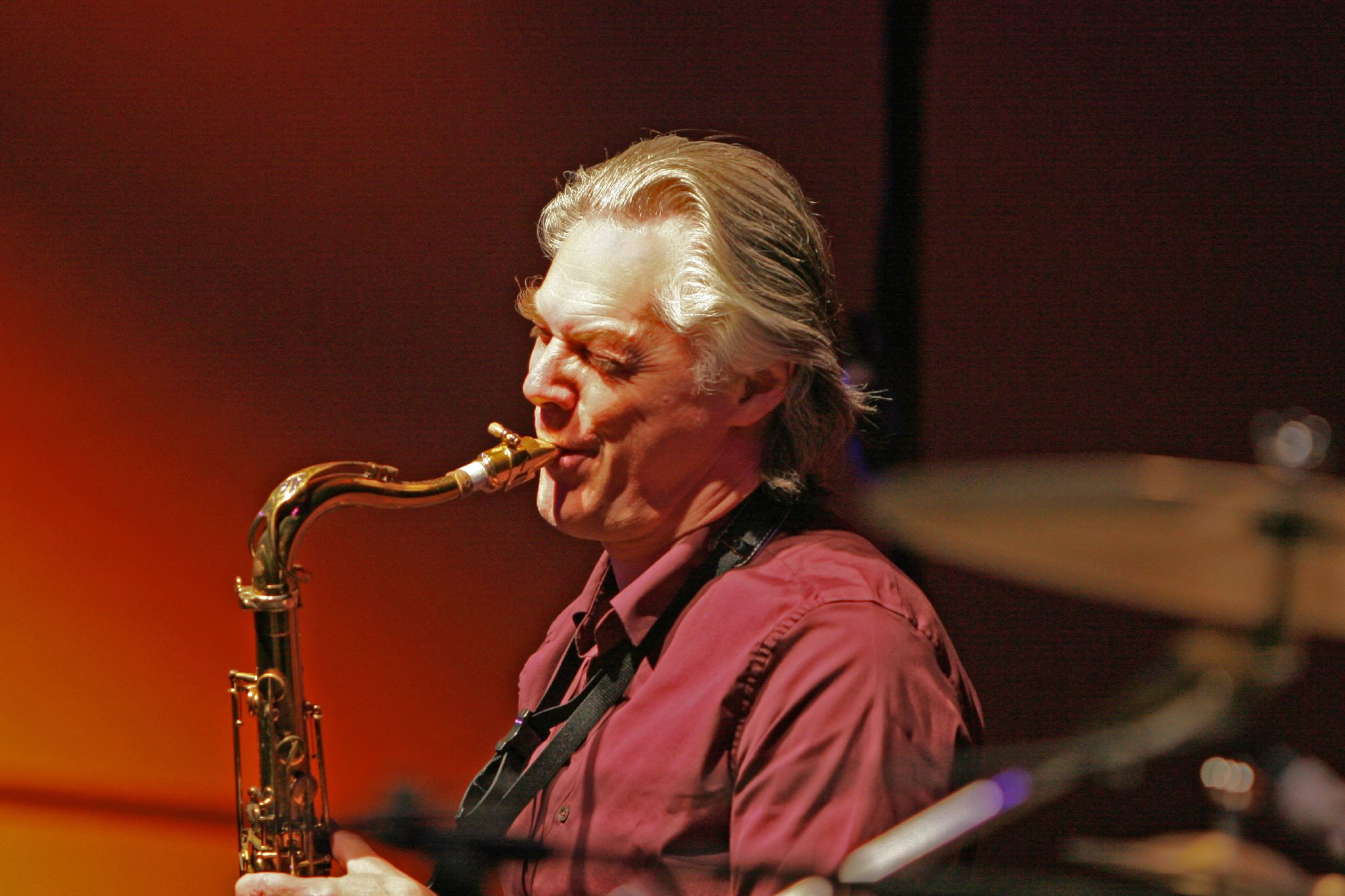
Jan Garbarek.

Discographie chronologique du saxophoniste norvégien de jazz et de world music Jan Garbarek. L'essentiel de cette discographie a été publiée par le label ECM.
| leader ou coleader | sideman |
| --- | --- |
| 1966 : | - Jazz Moments (Karin Krog) - The essence of George Russell, (George Russell) |
| 1967 : | - Til Vigdis (avec Per Løberg, Jon Christensen, Arild Andersen, Frank Phipps) - Othello ballet Suite, (George Russell) |
| 1968 : | - Joy (Karin Krog) - Bleak House Terje Rypdal |
| 1969 : Esoteric Circle (avec Terje Rypdal) | - Electronic Sonata for Souls Loved by Nature (George Russell) - Briskeby blues, (Jan Erik Vold) |
| 1970 : Afric Pepperbird (avec Terje Rypdal)                                                                                                   | - Trip to Prillarguri (George Russell) - Hav Jan Erik Vold |
| 1971 : Sart (avec Terje Rypdal) | - Listen to the silence soul note (George Russell) - Terje Rypdal (Terje Rypdal) |
| 1972 : Triptykon (avec Arild Andersen, Edward Vesala)                                                                                         | |
| 1973 : Witchi-Tai-To (avec Bobo Stenson) | - Red Lanta, (Art Lande) - Trikkeskinner/Tre Små Ting (Jan Erik Vold) |
| 1974 : | - Belonging, (Keith Jarrett) - Luminessence, (Keith Jarrett) - Solstice, (Ralph Towner) |
| 1975 : Dansere (avec Bobo Stenson) | - Arbour Zena, (Keith Jarrett) |
| 1976 : Dis (avec Ralph Towner) | |
| 1977 : Places | - Sound and Shadows, (Ralph Towner) - My Song, (Keith Jarrett) - Deer Wan, (Kenny Wheeler) - Sol Do Meio Dia, (Egberto Gismonti) - December Poems, (Gary Peacock) - Of Mist And Melting, (Bill Connors) - Ingentings Bjeller, (Jan Erik Vold) |
| 1978 : Photo with... | |
| 1979 : - Aftenland avec Kjell Johnsen - Magico (avec Charlie Haden et Egberto Gismonti) - Folk Songs (avec Charlie Haden et Egberto Gismonti) | - Personal Mountains, (Keith Jarrett) - Nude Ants, (Keith Jarrett) - Sleeper, (Keith Jarrett) |
| 1980 : Eventyr | |
| 1981 : | - Voice from the Past - Paradigm, (Gary Peacock) - Cycles, (David Darling) |
| 1982 : Paths, Prints | |
| 1983 : Wayfarer | - Vision, (L. Shankar) |
| 1984 : | - Song For Everyone, (L. Shankar) - Chorus, (Eberhard Weber) |
| 1985 : It's OK to Listen to the Gray Voice | |
| 1986 : All those Born with Wings | - Making Music, (Zakir Hussain) - The Beekeeper, (Eléni Karaïndrou) |
| 1987 : | - Guamba, (Gary Peacock) |
| 1988 : Legend of the Seven Dreams, Jan Garbarek Group                                                                                         | - Rosensfole, (Agnes Buen Garnås) |
| 1990 : I Took up the Runes, Jan Garbarek Group                                                                                                | - Music For Films, (Eléni Karaïndrou) - Alpstein, (Paul Giger) - Living Magic, (Trilok Gurtu) |
| 1991 : | - Star, (Miroslav Vitouš) |
| 1992 : - Ragas and Sagas (avec Ustad Fateh Ali Khan) - Twelve Moons, Jan Garbarek Group - Madar, (avec Anouar Brahem et Shaukat Hussain)      | - Atmos, (Miroslav Vitouš) |
| 1993 : Officium (avec le Hilliard Ensemble)                                                                                                   | |
| 1995 : | - Caris Mere, (Giya Kancheli) |
| 1996 : Visible World, Jan Garbarek Group | |
| 1998 : Rites, Jan Garbarek Group | |
| 1999 : Mnemosyne (avec le Hilliard Ensemble)                                                                                                  | |
| 2002 : | - Monodia (Tigran Mansurian, Kim Kashkashian) |
| 2003 : In Praise of Dreams | - Universal Syncopations, (Miroslav Vitouš) |
| 2006 : | - Neighborhood, (Manu Katché) |
| 2007 : | - Stages of a long journey, (Eberhard Weber) - Elixir, (Marilyn Mazur) |
| 2009 : Dresden, Jan Garbarek Group | |
| 2010 : Officium Novum, (avec le Hilliard Ensemble)                                                                                            | |
| 2013 : | - Concert in Athens, (Eleni Karaindrou, Kim Kashkashian, Vangelis Christopoulos) |